# Vysoké Pole
Vysoké Pole är en ort i Tjeckien.   Den ligger i regionen Zlín, i den östra delen av landet, 270 km öster om huvudstaden Prag. Vysoké Pole ligger 430 meter över havet och antalet invånare är 787.
Terrängen runt Vysoké Pole är kuperad norrut, men söderut är den platt.Runt Vysoké Pole är det ganska tätbefolkat, med 70 invånare per kvadratkilometer. Närmaste större samhälle är Vsetín, 18,4 km norr om Vysoké Pole. Omgivningarna runt Vysoké Pole är en mosaik av jordbruksmark och naturlig växtlighet.